# Kawasato Kotaro
Kotaro Kawasato (sinh ngày 10 tháng 6 năm 1988) là một cầu thủ bóng đá người Nhật Bản.

## Sự nghiệp câu lạc bộ
Kotaro Kawasato đã từng chơi cho FC Ryukyu.